# Attack Attack! (album)
Attack Attack! è il secondo album in studio del gruppo musicale statunitense Attack Attack!, pubblicato l'8 giugno 2010 dalla Rise Records. Il 19 luglio 2011 è stata pubblicata una Deluxe Edition dell'album, con quattro inediti, due remix e due tracce acustiche.
È il primo album del gruppo con il cantante Caleb Shomo, e l'ultimo con il chitarrista e cantante melodico Johnny Franck.

## Tracce
Edizione standard
1. Sexual Man Chocolate – 3:18
2. Renob, Nevada – 3:14
3. I Swear I'll Change – 3:40
4. Shut Your Mouth (feat. McSwagger) – 2:44
5. A for Andrew – 3:22
6. Smokahontas – 3:54
7. AC-130 – 1:47
8. Fumbles O'Brian – 2:57
9. Turbo Swag – 3:33
10. Lonely (feat. Jason Cameron) – 5:37

Edizione deluxe
1. Last Breath – 3:43
2. Pick a Side – 2:41
3. Criminal – 3:20
4. All Alone – 4:01
5. Sexual Man Chocolate – 3:18
6. Renob, Nevada – 3:14
7. I Swear I'll Change – 3:40
8. Shut Your Mouth (feat. McSwagger) – 2:44
9. A for Andrew – 3:22
10. Smokahontas – 3:54
11. AC-130 – 1:47
12. Fumbles O'Brian – 2:57
13. Turbo Swag – 3:33
14. Lonely (feat. Jason Cameron) – 5:40
15. Sexual Man Chocolate (Remix) – 2:53
16. AC-130 Remix – 2:44
17. I Swear I'll Change (Acoustic) – 3:08
18. Turbo Swag (Acoustic) – 3:06

## Formazione
Attack Attack!
- Caleb Shomo – voce death, tastiera, sintetizzatore, programmazione
- Andrew Whiting – chitarra solista
- Johnny Franck – chitarra ritmica, voce melodica
- John Holgado – basso
- Andrew Wetzel – batteria, percussioni

Altri musicisti
- McSwagger (Jesse Cale) – voce in Shut Your Mouth
- Jason Cameron – voce in Lonely

Produzione
- Joey Sturgis – produzione, ingegneria del suono, missaggio, mastering

## Classifiche
| Classifica (2012)         | Posizione massima |
| ------------------------- | ----------------- |
| Stati Uniti               | 26                |
| Stati Uniti (digital)     | 17                |
| Stati Uniti (alternative) | 5                 |
| Stati Uniti (rock)        | 6                 |